# Bezbożnik przy pracy
Bezbożnik przy pracy (ros. Безбожник у станка) – dziennik wydawany w latach dwudziestych XX wieku w Związku Radzieckim, zajmujący się tematyką antyreligijną, antyklerykalną oraz ateistyczną.

## Historia
Pismo ukazywało się codziennie od 1923 roku i było jednym z dwóch czasopism ateistycznych. Drugim był miesięcznik „Bezbożnik”. Oba pisma nie tylko występowały przeciw religii, ale wchodziły także w polemikę ze sobą. „Bezbożnik przy pracy” posługiwał się głównie ostrą karykaturą i satyrą, mając za zadanie uderzyć w religię: rozbić ją na kawałki, wytępić tę hołotę jak chwasty. Dziennik „Bezbożnik przy pracy” był przeciwieństwem miesięcznika „Bezbożnik”, który był jego łagodniejszą wersją i powoływał się na tezę Włodzimierza Lenina, że walkę z religią należy prowadzić w oparciu o podstawy naukowe, bez korzystania ze środków administracyjnych i bez obrażania zwykłych wiernych.

## Galeria

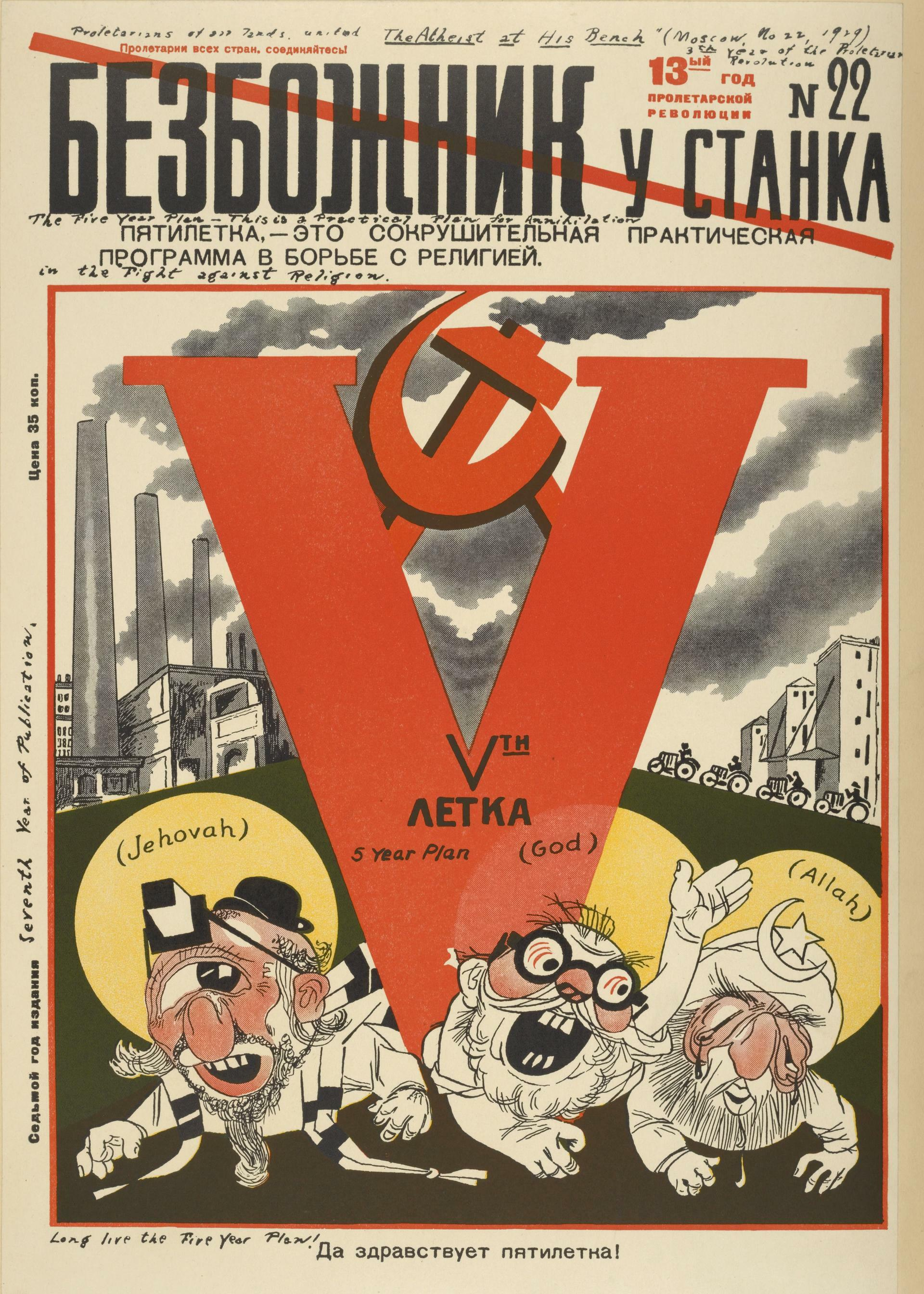
Okładka z 1929 ukazująca trzech bogów islamu, chrześcijaństwa i judaizmu niszczonych przez gospodarczy plan V-letni.
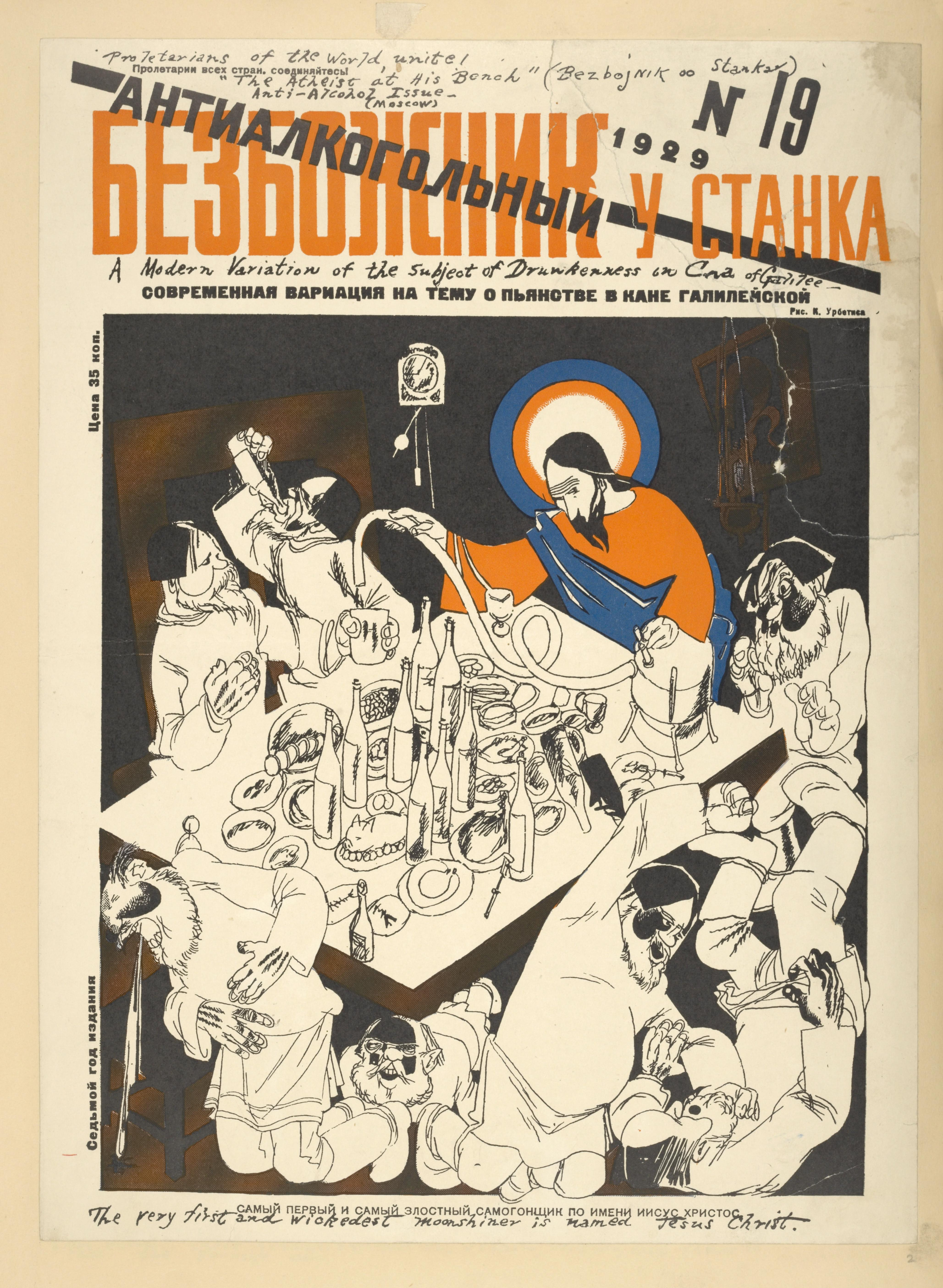
Numer pisma z 1929 nawołującego do abstynencji ukazującego Jezusa jako bimbrownika.
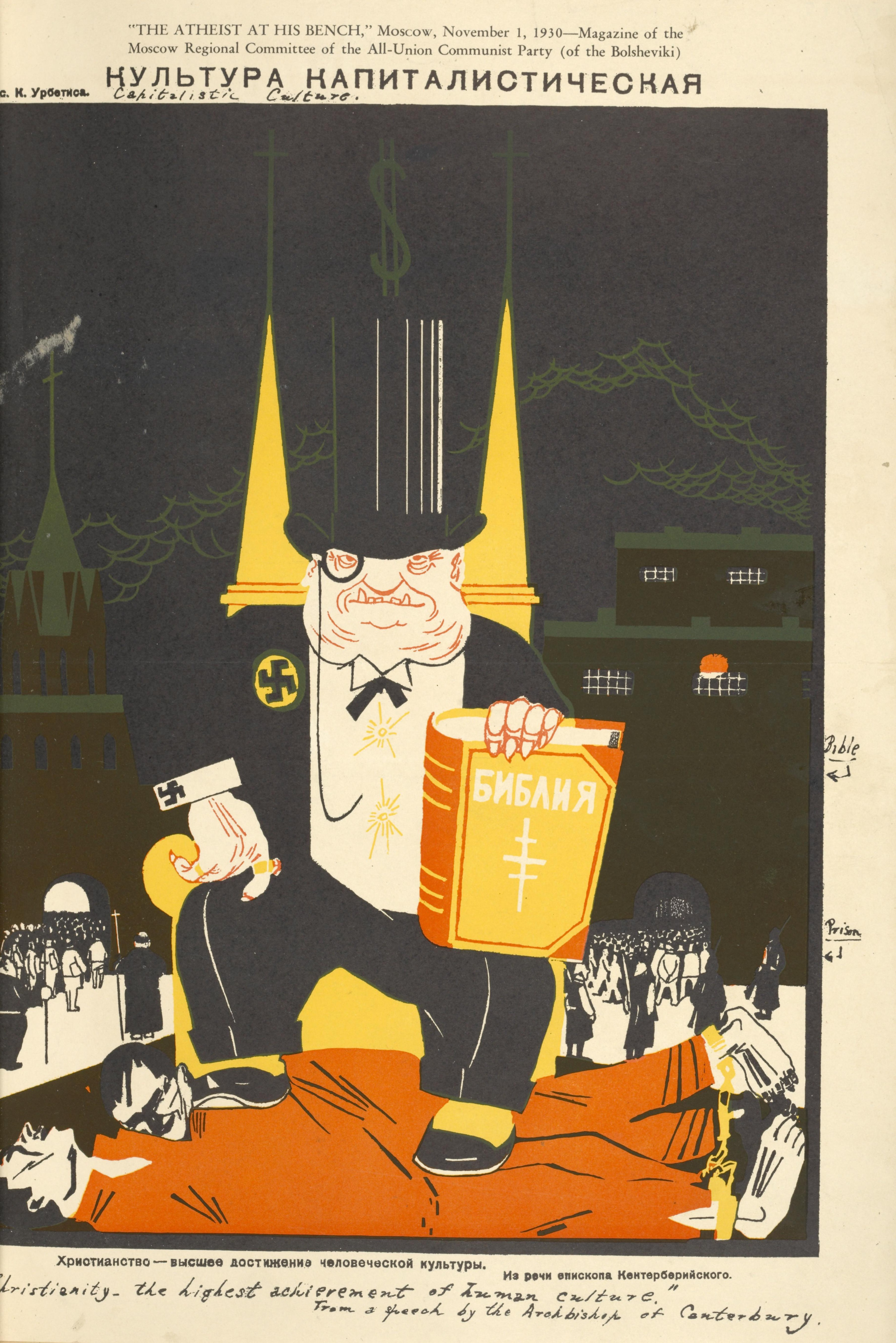
„Kapitalistyczna kultura” ukazująca symbole opresji wobec ludu pracującego: swastykę, jako symbol faszyzmu, znak $ dolara jako symbol wyzysku ekonomicznego oraz Biblię i krzyż – jako symbole chrześcijaństwa.